# Бушот, Жан Батист Ноэль
Жан Батист Ноэль Бушот (фр. Jean-Baptiste Noël Bouchotte; 25 декабря 1754, Меце — 7 июня 1840, Бан-Сен-Мартен, Мозель) — военный и политик, французский министр войны в ходе революционных войн.

## Биография
Он родился 25 декабря 1754 года в Меце, где его отец, Жан-Дидье был казначеем «Чрезвычайных войн» — администрации, которая распоряжается деньгами конкретных военных кампаний. В 1773 году в возрасте 19 лет он пошел добровольцем в пехотный полк Нассау под именем Бушотта де Бухольц. 18 января 1775 года, как Младший лейтенант, он пошел в гусарский состав Нассау, а затем в хорватский королевский дом. В 1784 году он получил звание лейтенанта Эстерхази-гусарского полка. В 1789 году, будучи в то время капитаном кавалерии, он продемонстрировал свою приверженность принципам свободы.

### Французская революция

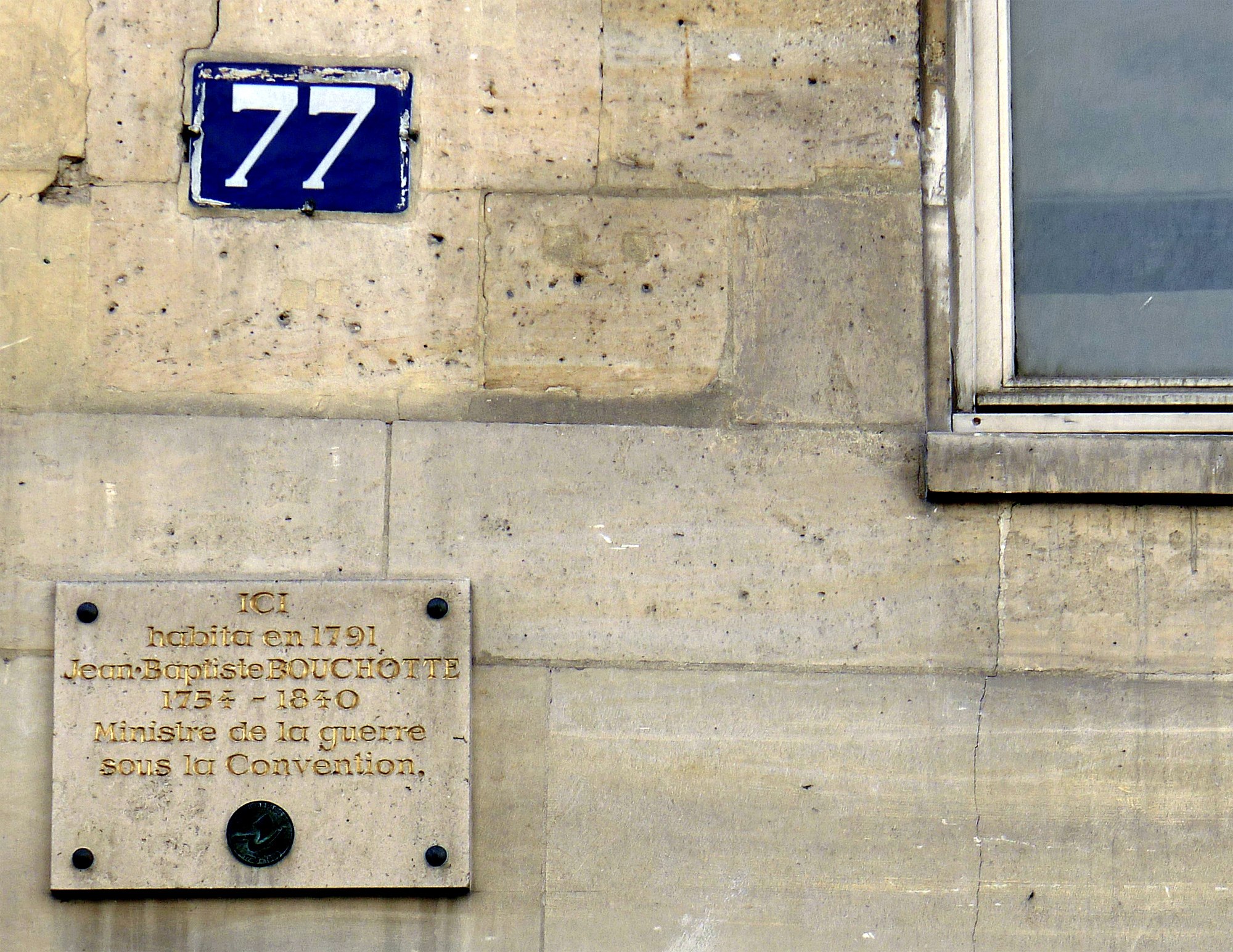
Жан-Батист Бушотт жил по адресу 77 rue du Temple (Hôtel de Vic) в соответствии с Конвенцией

В 1791 году он был принят в Общество друзей конституций. В 1792 году, командир эскадрильи и временный командир Камбре. 
Он предотвратил попадание города в руки австрийцев во время предательства Дюмурье. 4 апреля 1793 года Подполковник Бушотт назначается военным министром Национальным Собранием, взамен Бернонвиля, доставленного 2 апреля австрийцам Дюмурье. Дидье Журдей становится его помощником и остаётся на этом посту до 20 апреля 1794 года.
Как министр, Бушотт подвергается критике со стороны представителей армии и даже генералов. В чем его особенно упрекают, так это в республиканстве штабов. Измученный этими нападками, Бушотт подал заявление об отставке в Конвенте 26 мая 1793 года. Оно было принято, но события 31 мая — 2 июня препятствуют немедленному исполнению указа. Бушотт возобновляет свою отставку 11 июня. 13-го числа Комитет общественной безопасности выигрывает на голосование генерала Богарне, командующего Рейнской армией. Богарне отказался быть министром и 21 июня Конвент назначил комиссара-ордоннатора Альпийской армии Александра военным министром. Узнав, что Александр был бывшим посредником в переменах, Конвент напоминает, что в тот же день его указ о назначении и Бушотт, дважды ушедший в отставку, остается на своем посту.
Нападения на него были возобновлены, но когда Гора поселилась в Комитете общественной безопасности(10 июля 1793 года), Бушотт, близкий к Эбертистам энергично поддерживается.
Он создал одиннадцать армий, включая 700 000 солдат которые были подняты, одеты и вооружены в течение четырех месяцев. Он попросил 14 и 16 августа 1793 года дополнительный массовый сбор с французского народа, санкционированный декретом от 23 августа 1793 года. Он проявляет определенную проницательность, назначая офицеров Клебера, Массена, Моро и Бонапарта.
В конце 1793 года эбертисты, с которыми он был близок, и индульгенты противостоят друг другу и он пострадал.
Среди конвенционалистов, наиболее ожесточенных против Бушотта, процитируем Бурдона де л’Уаза Филиппо автора ядовитой брошюры, опубликованной 6 декабря 1793 года. Камиль Десмулен, который в пятом номере своей газеты Le Vieux Cordelier ложно обвиняет Бушотта в разбазаривании государственных средств.
В апреле 1794 года, поскольку министерства подавляются и заменяются исполнительными комиссиями, Бушотт снова становится полковником кавалерии. 22 июня 1794 года постановлением Комитета общественной безопасности и Комитета общей безопасности, он был помещен под арест и ложно обвинен в убийстве большого числа патриотов. Заключенный в тюрьму Des Anglaises на улице де Лурсин, он был переведен в форт Хам, затем отправлен в Шартр, чтобы предстать перед присяжными Eure-et-Loir, но суд не мог начаться из-за отсутствия документов, для установления обвинительного заключения.
Закон об амнистии по политическим вопросам, принятый Конвенцией на последней сессии 26 октября 1795 года, освобождает Бушотта, который уезжает в Мец.

### Консульство
При консульстве он получил пенсию в пять тысяч франков и удалился в Бан-Сен-Мартен, недалеко от Меца. 29 апреля 1805 года он женился на Франсуаз-Мари-Генриетте (известной как Фанни) Компан, вдове своего бывшего заместителя в военном министерстве Жана-Луи Зиллена д’Обиньи, который умер в 1804 году в тюрьме Кайенны, куда он был депортирован после покушения на улице Сен-Никез .
Жан-Батист Ноэль Бушотт умер в Бан-Сен-Мартене, 7 июня 1840 года в возрасте 86 лет. Он похоронен на восточном кладбище Меца под пирамидой в египетском стиле. У него было 2 сестры и 3 брата, в том числе старший офицер и заместитель Мозеля Жан-Батист Шарль Бушотт (1770—1852).